# Старая Куликовка
Старая Куликовка — село в Новомалыклинском районе Ульяновской области России. Входит в состав Новомалыклинского сельского поселения.

## География
Село находится в восточной части Левобережья, в лесостепной зоне, к западу от автодороги 73Р-240, на расстоянии примерно 2 километров (по прямой) к северо-востоку от села Новая Малыкла, административного центра района. Абсолютная высота — 75 метров над уровнем моря.
Климат
Климат характеризуется как умеренно континентальный, с тёплым летом и умеренно холодной зимой. Средняя температура воздуха самого тёплого месяца (июля) — 20 °C (абсолютный максимум — 39 °C); самого холодного (января) — −13,8 °C (абсолютный минимум — −47 °C). Продолжительность безморозного периода составляет в среднем 131 день. Среднегодовое количество атмосферных осадков составляет 406 мм. Снежный покров образуется в конце ноября и держится в течение 145 дней.
Часовой пояс
Село Старая Куликовка, как и вся Ульяновская область, находится в часовой зоне МСК+1. Смещение применяемого времени относительно UTC составляет +4:00.

## История
Село Старая Куликовка основано в конце XVIII века, предположительно 1770 году. Принадлежало помещику Мосолову. Основное население мордва, один порядок населяли русские, завезенные из лесной стороны в обмен на свору охотничьих собак. 
В 1780 году, при создании Симбирского наместничества, деревня Куликовка, при болоте, жители в ней из мордвы крещеные и помещичьи крестьяне, числятся платежом податей в селе Дмитриевском Малыкле тож (Новая Малыкла), вошла в состав Ставропольского уезда.
По инициативе Ивакина В. П., на средства прихожан и его личного вклада в 1901 году построили и освятили однопрестольную Николаевскую церковь и дом священника.
В 1912 году в селе было 159 дворов и проживало 941 человек.      
Первая советская школа открылась в 1921-22 г.г. в здании бывшего барского дома (церковно-приходская школа сгорела). В начале была четырёх-комплектная, детей набиралось до 160 человек. В послевоенные годы — двух-комплектная. 
В период коллективизации в селе был организован колхоз «Искра».  
В 1966 году был организован откормсовхоз «Новомалыклинский» — специализированное хозяйство по производству говядины. В 1976 году откормсовхоз был преобразован межколхозное кооперативное хозрасчетное объединение. Согласно Постановлению главы администрации района от 18 ноября 1992 года, совхоз реорганизован в сельскохозяйственный производственный кооператив «Новомалыклинский». В 1989 году совхоз перешел на интенсивную технологию откорма скота, были реконструированы все животноводческие помещения, производственные процессы автоматизированы.
В 1984-1985 годах проложена дорога с твёрдым покрытием. Заасфальтированы центральная улица села, подъездные пути в ко всем производственным помещениям, магазину, медпункту. В 1994-1995 годах село полностью газифицировано, проведён новый водопровод. Построено сенохранилище на 500 тонн, новая нефтебаза, склады.

## Население
| 1859 | 1889 | 1897 | 1910 | 2010 |
| ---- | ---- | ---- | ---- | ---- |
| 939  | ↘813 | ↘784 | ↗941 | ↘243 |

Национальный состав
Согласно результатам переписи 2002 года, в национальной структуре населения мордва составляла 52 % из 236 чел., русские — 36 %.